# Albbecken
Der Albstausee bzw. das Albbecken (Albtalsperre) ist ein Speicher-Stausee im Tal der Alb bei St. Blasien im Südschwarzwald. Er ist Teil des Pumpspeicher-Netzwerkes der Schluchseewerk AG Laufenburg und liegt zwischen  Schluchsee und Rhein bei Waldshut. Das Absperrbauwerk ist eine 28 m hohe Gewichtsstaumauer.

## Geographie
Der Albstausee liegt im Tal der Alb auf ca. 737 m ü. NN. Der nächste Ort ist die Stadt St. Blasien (760 m ü. NN), deren Gewerbegebiet im Süden bis an das Ende des Stausees reicht.
Der Stausee liegt zum größten Teil seiner Fläche auf dem Gebiet der Stadt St. Blasien, ein kleiner Teil des Sees im Westen sowie fast die ganze Staumauer liegen auf dem Gebiet der Gemeinde Dachsberg.
Die durch das Albtal verlaufende Landesstraße 154, die Albtalstraße, führt von Albbruck am Rhein durch das Albtal nach St. Blasien und verläuft ca. 1,4 km entlang des Ostufers, bevor sie die Stadt erreicht.

## Funktion

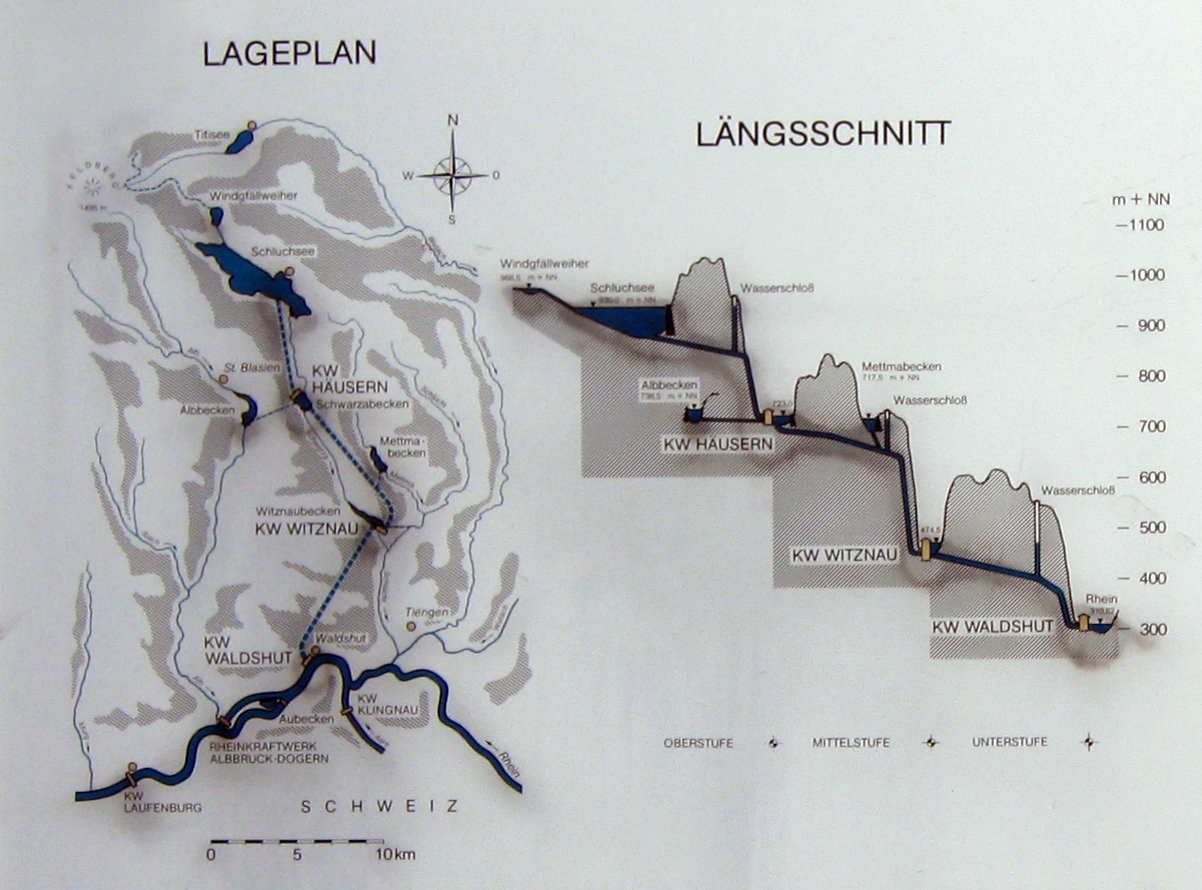
Einbettung des Albbeckens in die Kraftwerkskaskade der Schluchseegruppe

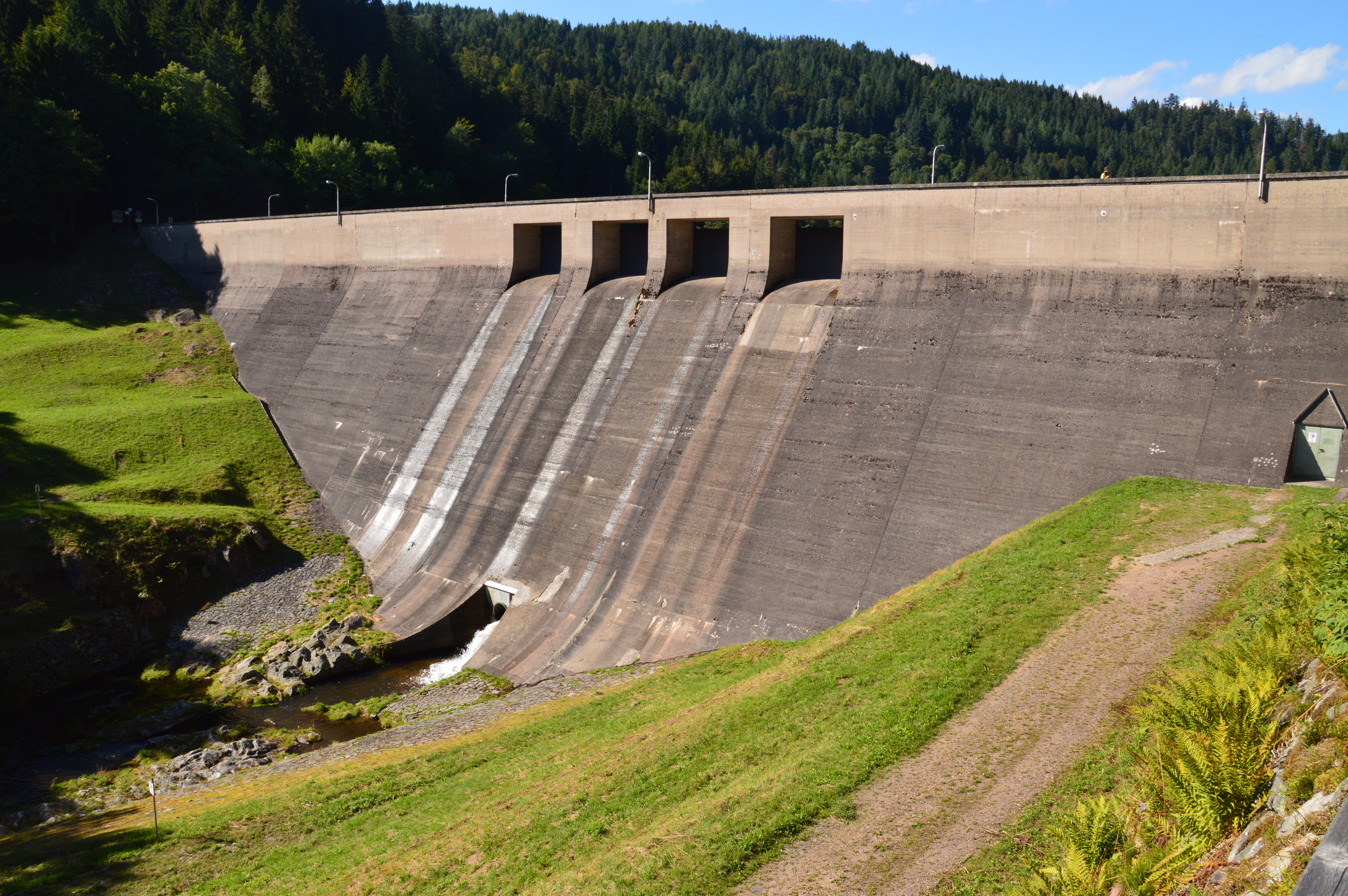
Die Staumauer

Im Netzwerk der Schluchseewerke bildet der Stausee, neben dem Mettmastausee im Tal der Mettma, einen der zwei Seitenarme in Verbindung mit dem Stausee Schwarzabruck (Unterbecken für das Kraftwerk der Oberstufe bzw. Oberbecken der Mittelstufe) im Schwarzatal.

## Besonderheiten
Im Albbecken wurden bei einer Stauraumsanierung die Sedimente nicht auf Deponien verbracht, sondern im Spülverfahren zu einer Vogelinsel aufgeschüttet.